# قوة كاملة
في الرياضيات، قوة كاملة (بالإنجليزية: Perfect power)‏ هي عدد طبيعي يكون نتيجة ضرب عدد طبيعي آخر في نفسه عددا من المرات.

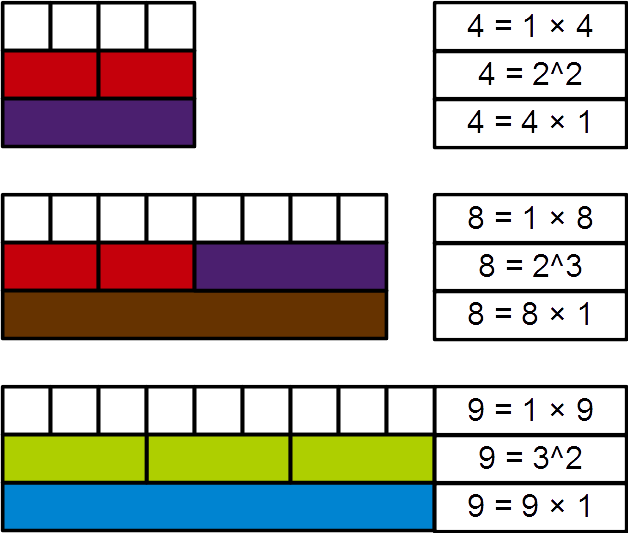
Demonstration, with Cuisenaire rods, of the perfect power nature of 4, 8, and 9